# Verilus sordidus
Verilus sordidus è un pesce osseo marino appartenente alla famiglia Acropomatidae. Unica rappresentante del genere Verilus, questa specie vive in una vasta porzione dell'Oceano Atlantico, specialmente nell'area compresa tra Mar delle Antille e le coste di Colombia e Venezuela. A differenza di diverse altre specie della famiglia Acropomatidae, V. sordidus non viene né pescato, né commercializzato.

## Descrizione
Questo pesce raggiunge una dimensione media di 20 cm di lunghezza negli adulti; occasionalmente però, sono stati rinvenuti esemplari di dimensioni maggiori.

## Distribuzione e habitat
Suole occupare acque poco profonde, generalmente non si spinge oltre i 100 metri di profondità; vive preferibilmente in prossimità di rocce e/o del fondale marino.